# Calavera de alfeñique

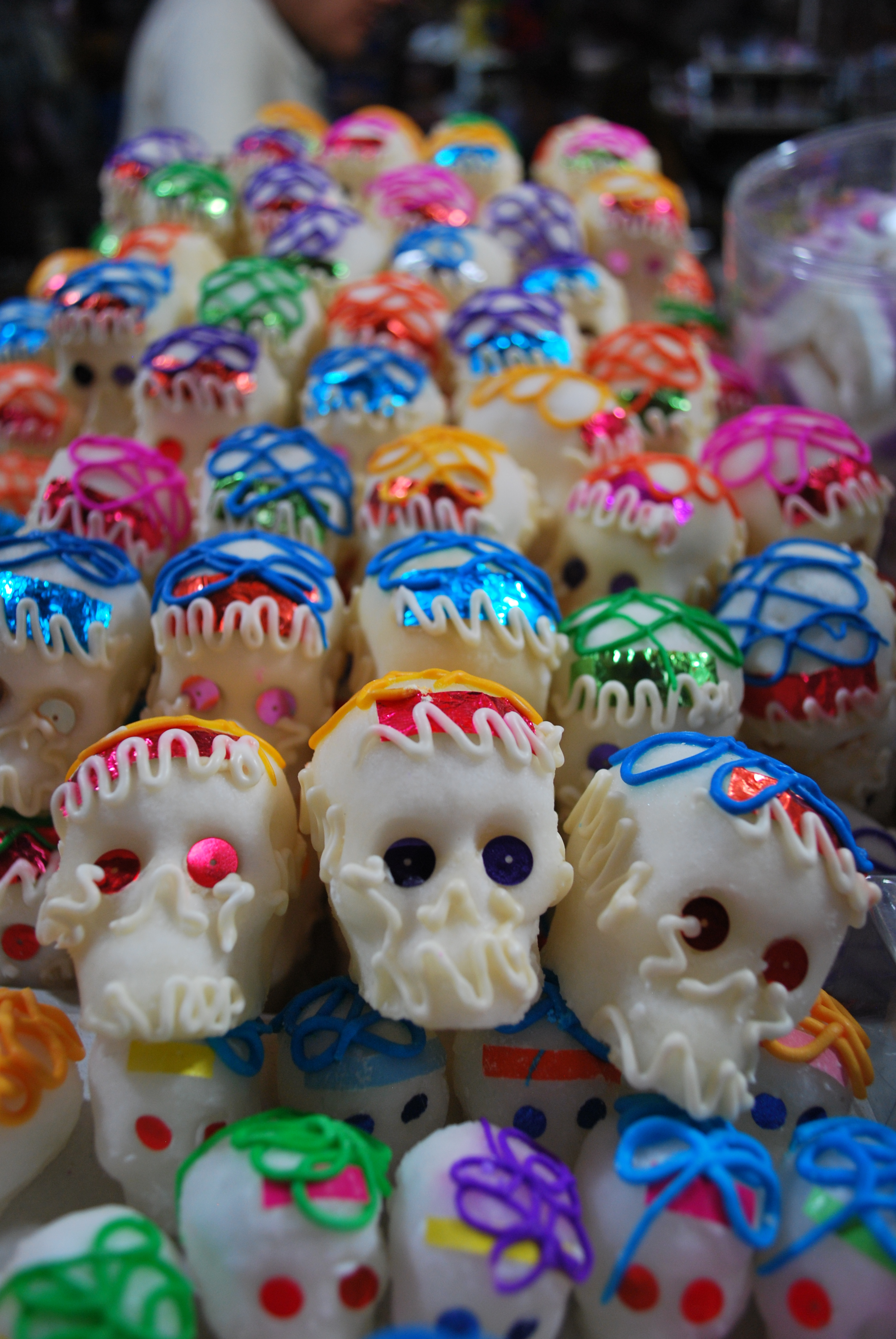
Calaveritas de azúcar en un mercado

La calavera de azúcar, de dulce o de alfeñique es un dulce mexicano que tradicionalmente se prepara para el Día de Todos los Santos y el Día de Muertos (1 y 2 de noviembre). Más que para comerse, tiene un uso decorativo y simbólico, pues es uno de los elementos del altar de muertos, junto con el platillo de sal, el pan de muerto, los pétalos de cempasúchil, las fotos de los difuntos, la fruta y el vaso de agua. Su origen se remonta al siglo XVI, a partir de la tradición hispana de Todos los Santos.
Estas calaveras aparecen en sustitución a los cráneos que se usaban en los Tzompantlis con la finalidad de honrar a sus dioses. Recuerdan a la muerte siempre presente, ese paso de lo terrenal a lo místico. En noviembre aparecen en diferentes tamaños, decorados con coronas, espirales y grecas multicolores. Algunas tienen el nombre del difunto, otras se regalan con el nombre de las personas vivas, recordándoles su inevitable destino.
Típicamente, las calaveritas se fabrican con la técnica de alfeñique, esto es azúcar, agua caliente, clara de huevo y limón, mezclados hasta hacer una masa que es posible moldear. Más modernamente, también se preparan calaveras de chocolate o de amaranto. Se suelen utilizar moldes con la forma de una calavera humana, donde se deja secar la masa para luego decorar el dulce con vívidos colores. La golosina en forma de cráneo está fabricada con una técnica introducida por los españoles, y se cree que tenía la finalidad de simular reliquias óseas de santos, del mismo modo que el dulce llamado «huesos de santo» en España.
La calavera tiene una tira de papel brillante en la frente con el nombre escrito del ser querido que falleció, o bien de la persona a la que se le quiere regalar este dulce.

## Antecedentes
Por las cráneos esgrafiados y piezas arqueológicas mostradas en el Museo Casa del Mendrugo, en Puebla, Puebla, se tiene referencias de rituales post mortem, de la época prehispánica, en los cuales los cráneos y huesos largos humanos eran tallados con dibujos que muestran parte de su vida y hazañas. También pueden estar relacionadas con el tzompantli, una hilera de cráneos de guerreros sacrificados colocados en un palo. Sin embargo, las evidencias muestran que ninguna de estas prácticas tiene que ver con el origen de este dulce, y si los dulces elaborados en España para representar las reliquias óseas de los santos.

## De dulce

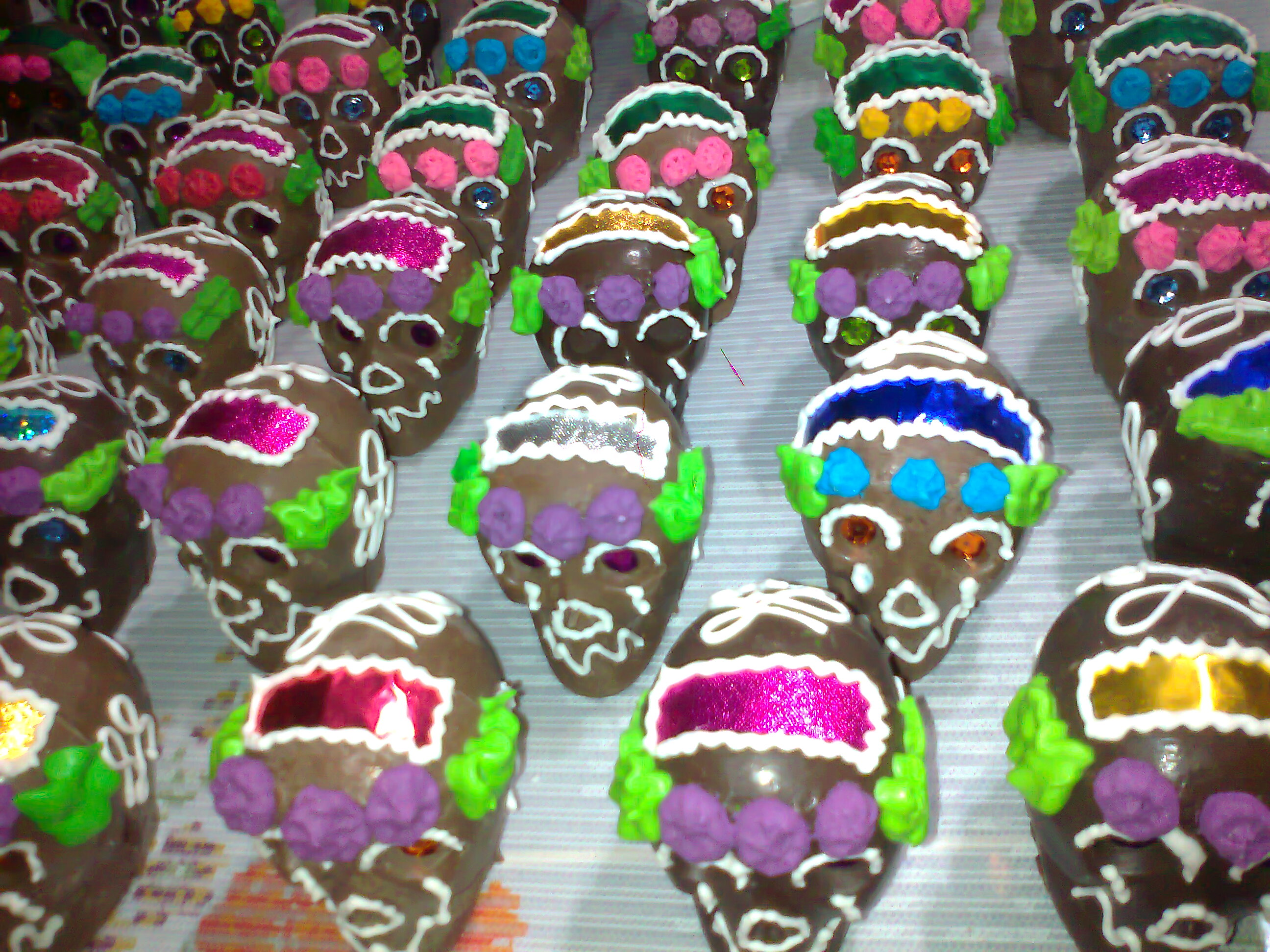
Calaveras de Chocolate

Consiste en formar una pasta moldeable hecha de azúcar de caña mezclada con zumo de limón (alfeñique), de donde se forma generalmente de una sola pieza sin colorante, aunque actualmente la receta ha variado según cada región de México en el que se elabore, ya que en algunos estados como Puebla se le agrega cacahuate, o en Oaxaca en el que le agregan miel de abeja. Asimismo, en diversos estados se les agrega un poco de vainilla. La calavera ya elaborada es adornada con líneas de otro dulce con tinte vegetal, comúnmente de verde, azul, amarillo o rojo. Lleva además papeles de brillo metálico en los citados colores, y en la frente suele llevar escrito con el segundo dulce citado, el nombre de una persona estimada, generalmente viva. También se hacen calaveras de mascotas, llamadas michiveritas o lomiveritas.Algunas personas guardan este dulce unos días y luego lo tiran, otros lo comen.
Actualmente, también suelen hacerse este tipo de golosinas utilizando chocolate o semillas de amaranto y frutas secas en lugar de los ingredientes antes mencionados.

## De ataúd

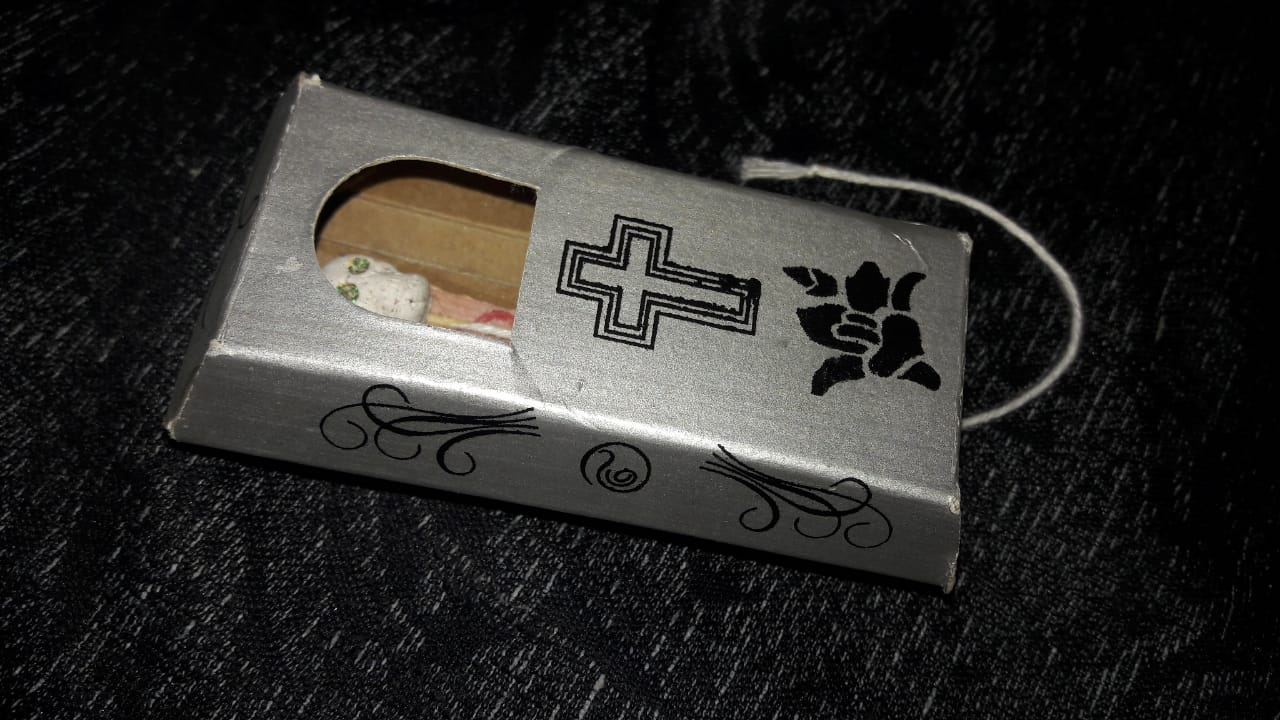
Calavera de ataúd

También existe otra versión, que consiste en un ataúd de cartón que generalmente es pintado de negro, aunque también existen en color blanco, plata, rojo y naranja. El juguete representa un ataúd sin la tapa superior, el que contiene en su interior un esqueleto. La representación del ataúd es de una forma variable ya que los hay rectangulares y hexagonales; asimismo su tamaño es variable, pero generalmente oscila un tamaño aproximado a los 12 centímetros de largo, por 5 de ancho y 10 de fondo, en el que se contiene un esqueleto de barro, mismo que es pintado de color blanco. El esqueleto se forma representando los huesos que van de la cabeza a la cadera, mismo que se coloca en el ataúd sujeto por la parte de la cadera con cinta adhesiva o con arillos de alambre para que sea móvil, el resto del esqueleto (cadera y piernas) puede estar pintado en el fondo del ataúd o puede ser también formado de barro, pero en una pieza separada de la mitad superior y adherida al fondo del juguete para que no pueda moverse (existen también versiones en las que se representa el ataúd solo con media tapa, con lo que solo se coloca el esqueleto desde la cabeza a la cadera, y los pies quedan tapados con la tapa inferior del ataúd). Como se señaló, el esqueleto está articulado al fondo por la cadera, sujeto a resortes, ya que se le coloca a un hilo o listón al esqueleto, mismo que luego sale por la parte baja de la caja (la que se supone que tiene los pies), así, al tirar del hilo, la mitad superior del esqueleto se levanta, aparentando que el esqueleto se sienta en el ataúd de cartón, y al soltar el listón o hilo, el resorte lo regresa a su lugar original.
Existe otra versión que consiste en la forma de un ataúd de cartón cerrado con su tapa (como el que se muestra en la imagen), pero en la parte superior se le perfora una ventanilla a la tapa de dicho ataúd, por la que al tirar del hilo únicamente aparece la cara de una calavera de barro, pero en general es el mismo principio señalado para el descrito en el párrafo que antecede.

## De barro

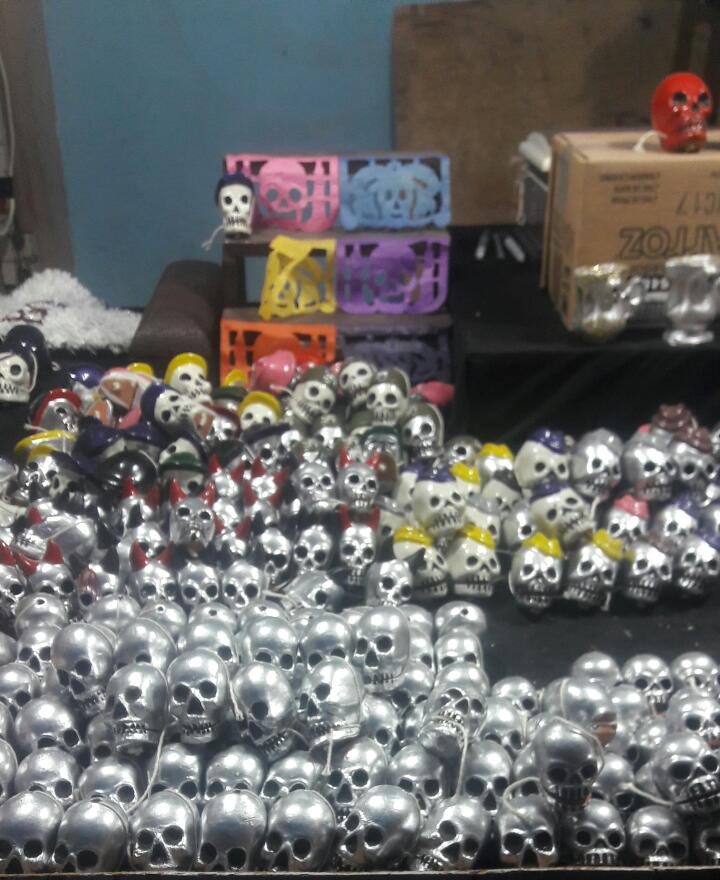
Calaveras de barro a la venta en un mercado de la Ciudad de México

Existen así mismo pequeños juguetes hechos de barro, que tienen diversas versiones. Las más comunes son aquellos que asemejan la forma de un cráneo humano. Estos juguetes se elaboran haciendo una pasta de barro moldeable, luego se forman dos partes cóncavas que al unirse forman una figura hueca, además, a la parte baja de la figura se hace una división, cortando el barro y sacando una parte que luego es utilizada como mandíbula inferior del juguete. A la parte baja (la que funge como mandíbula) se le hace un orificio, lo mismo a la parte superior de la figura hueca, por donde se introduce un hilo. Ambas partes luego de haber sido cocidas en el horno, se unen por medio de una cinta adhesiva (existen quienes le colocan alambre para hacer una unión más resistente) y al alar del hilo ya mencionado, la figura aparenta abrir y cerrar la mandíbula, produciendo un peculiar sonido de chasqueo al hacerlo. Normalmente estos juguetes son pintados con pintura de color plata, aunque también es común encontrarlas en colores como el blanco, negro y rojo, además se les agregan ojos de chaquira de diversos colores. Esta tradición se complementa de otra, las personas compran estos juguetes muy regularmente con la intención de obsequiarlos a los seres queridos. 
Existen otras versiones de calaveras de barro, que consisten en la elaboración de una figura de alambre con resortes metálicos aparentando la silueta de una persona, a la que luego se le coloca barro encima de los alambres, asimilando así los diversos huesos del cuerpo humano, la que luego de ser cocida se pinta de los colores antes señalados. Estas calaveras conservan un alambre en la parte superior que les permite ser colgadas en diversos lugares, por lo que al ser sacudidas, gracias a los resortes que se le colocan, hace movimientos que aparentan que el juguete se está retorciendo o incluso que está bailando.